# Will Birch
Will Birch (* 12. September 1948) ist ein englischer Schlagzeuger, Songwriter, Musikproduzent und Musikjournalist. Er wurde bekannt als Mitglied der Kursaal Flyers und der Records, produzierte Musik vor allem für Stiff Records und schrieb unter anderem Biographien von Ian Dury und Nick Lowe.

## Leben und Karriere
Birch begann seine musikalische Karriere bei den Kursaal Flyers, die 1974 erstmals in Southend-on-Sea auftraten. Er war Ko-Autor ihres Hits Little Does She Know und vieler weiterer Songs der Band. Nach Auflösung 1977 gründeten er und John Wicks die Records. Gemeinsam schrieben sie unter anderem den Song Starry Eyes, der in den USA Platz 56 in den Charts erreichte. Die gleichnamige LP erreichte Platz 41.
Die Records gingen als Backingband für Rachel Sweet auf eine Promotion-Tournee von Stiff Records. Birch produzierte später bei Stiff Records Billy Bremner (Ex-Rockpile), mit dem er auch ein Songwriterteam bildete, unter anderem bei den zwei Singles Loud Music in Cars und Laughter Turns to Tears. Von Laughter Turns to Tears gibt es Coverversionen von Alvin Stardust und den Hollies. Bremners Solo-LP Bash! 1984 war ebenfalls eine Produktion von Birch; neun der elf Lieder auf dem Album hatten Birch und Bremner gemeinsam geschrieben. Auch Desmond Dekkers Single Book of Rules produzierte Birch, ebenso wie viele Songs für die Yachts, Any Trouble, Makin’ Time, Dr. Feelgood und The Long Ryders.
Als Autor schrieb er Ian Durys Biographie Ian Dury. The Definitive Biography (erschienen bei Pan Books, London 2011, ISBN 978-0-330-51148-3), ein Standardwerk über Pub Rock No Sleep Till Canvey Island. The Great Pub Rock Revolution sowie die Biographie Cruel to Be Kind – The Life and Music of Nick Lowe.
Songs, die er mit diversen Koautoren geschrieben hat, sind unter anderen A1 on the Jukebox (Dave Edmunds und diverse Coverversionen), Don’t Wait Up (Dr. Feelgood), Hearts in Her Eyes (The Searchers), Pin a Medal on Mary (Rachel Sweet).